# Редуан Абдулла
Редуан Абдулла (малай. Reduan Abdullah, нар. 26 грудня 1952) — малайзійський футболіст, що грав на позиції півзахисника, а також тренер.

## Футбольна кар'єра
Як футболіст Редуан грав у складі команди «Селангор» у Кубку Малайзії у 1970-х та до середини 1980-х років. У 1973, 1976, 1978, 1979, 1981, 1982 і 1984 роках він ставав володарем Кубка Малайзії. Одночасно Редуан також грав за національну збірну Малайзії, та в її складі брав участь у кількох турнірах, включаючи Кубок Мердека та кваліфікацію чемпіонату світу з футболу 1978 року. У листопаді 1977 року він також грав у складі малайзійської збірної, яка виграла золоті медалі на Іграх Південно-Східної Азії. У 1982 році він був обраний до залу слави азійського футболу.
Після закінчення ігрової кар'єри Редуан зайнявся тренерською діяльністю, і в перші роки тренерської роботи він був помічником тренера «Селангора» в розіграші Кубка Малайзії 1987 року. Пізніше Редуан очолив клуб «Селангор МППДж», яка грала у Малайзійській ФАМ лізі наприкінці 1990-х років. Під його керівництвом клуб вийшов до другого дивізіону малайзійського футболу, після чого Редуана в середині 2003 року змінив Долла Саллех, який пізніше привів команду до перемоги в Кубку Малайзії 2003 року. Редуан повернувся на посаду головного тренера «Селангор МППДж» на початку 2005 року, замінивши Доллу, але пізніше його знову замінили на цій посаді в середині 2005 року, цього разу німецьким тренером Міхаелем Файхтенбайнером.
Наступним клубом, який тренував Редуан, став «Фелда Юнайтед», у якому він розпочав роботу в 2006 році. Редуану вдалося добитися того, щоб новостворений клуб піднявся з ФАМ ліги до Прем'єр-ліги Малайзії на сезон 2007—2008 років, і зайняв шосте місце в своєму першому сезоні Прем'єр-ліги. Однак у 2009 році Редуан спричинив скандал, і Футбольна асоціація Малайзії присудила йому 12 місяців дискваліфікації за критику асоціації. Унаслідок дискваліфікації клуб звільнив головного тренера.>
У 2010 році Редуан недовго очолював команду «Пінанг» після Мохаммада Бакара. Після того, як він розпочав виступати в засобах масової інформації як футбольний експерт для наземного (RTM) і супутникового телебачення («Astro»), на початку 2014 року Редуан був призначений головним тренером клубу «Перліс». У липні того ж року Редуан був призначений асистентом головного тренера національної збірної Малайзії Долли Саллеха. Коли Доллу звільнили з роботи в 2015 році, Редуана також звільнили зі збірної. Пізніше Редуан тренував молодіжні команди в спортивній школі Букіт-Джаліл, і очолював її команду віком до 17 років, з якою виграв Кубок Белія 2016 року.

## Титули і досягнення

### Як гравця
- Володар Кубка Малайзії (7):

«Селангор»: 1973, 1976, 1978, 1979, 1981, 1982, 1984
- Чемпіон Ігор Південно-Східної Азії: 1977